# Kostel svatého Jana Křtitele (Poysdorf)

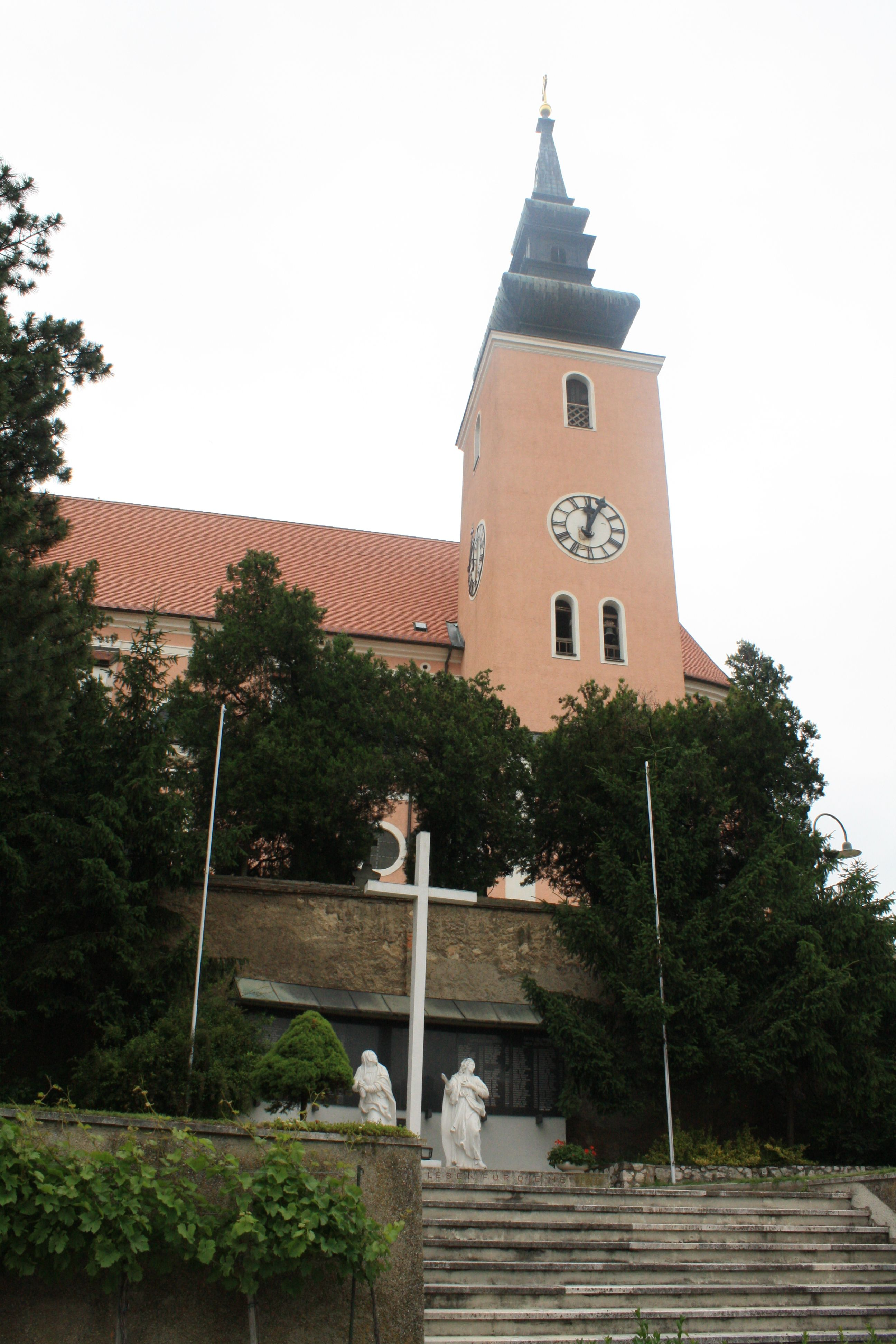
Kostel svatého Jana Křtitele v Poysdorfu

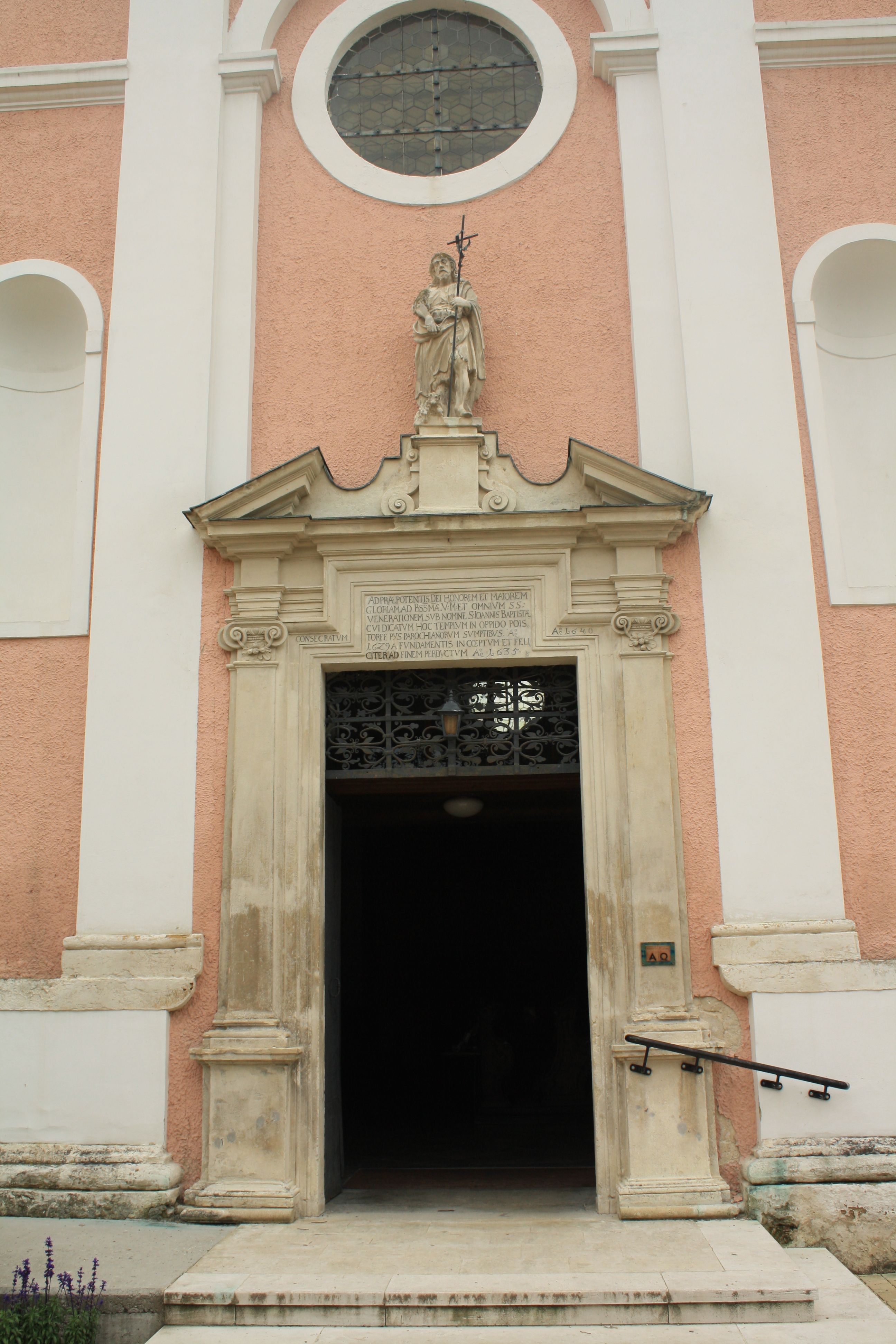
Kostel svatého Jana Křtitele v Poysdorfu

Kostel svatého Jana Křtitele je barokní farní kostel v dolnorakouském městě Poysdorf, asi 15 km jižně od Mikulova.

## Historie
Pravděpodobně již ve 12. století byl na tomto místě zřízen kostel anebo přinejmenším křestní kaple. Roku 1380 je zmiňován první poysdorfský farář jménem Niklas. Podle kostelní kroniky byl roku 1458 vystaven skutečný kostel. Z písemného pramenu není však jasné, zda šlo o obnovu anebo novostavbu. Starý kostel se stal brzy malým, protože se k poysdorfské faře počítaly i okolo ležící vesnice. Roku 1629 bylo rozhodnuto o zřízení nového farního kostela. Roku 1635 byl tento kostel dokončen. Měl nevysokou věž a střechu prozatímně pokrytou slámou, později šindelem. Kostel byl vysvěcen roku 1640. O Květné neděli roku 1645 obsadili Poysdorf Švédové a přestavěli kostel na pevnost. V polovině 17. století vznikla sakristie. Během tureckého nebezpečí bylo roku 1677 opevnění zesíleno mocnou obrannou zdí se střílnami a zvedacím mostem. Uvnitř hradby byl zřízen hřbitov. Roku 1825 nechal tehdejší farář obranné zařízení odstranit, takže kostel ztratil vzhled pevnostního kostela (část obranné mzdy se však dochovala dodnes). Roku 1864 obdržela věž barokní helmici. V roce 1935 se pak uskutečnila rozsáhlá renovace kostela.

## Popis stavby
Kostel zasvěcený sv. Janu Křtitelovi je raně barokní, jednolodní s půlkruhovou apsidou a šesti bočními nikami. Na jihu je věž s vysokou helmicí. Na západní fasádě se nachází volutový štít s madonou ve štítové nice. Na jižní fasádě se nalézá portál s kamennou sochou sv. Jana Křtitele. Vlevo od něj se nachází epitaf faráře Josefa Groszhaupta (zemřel roku 1785).

### Zařízení kostela
Zařízení kostela je pozdně barokní a pochází většinou z 2. poloviny 18. století. Na dvoupatrové empoře z roku 1780 se nacházejí barokní hlavní varhany z roku 1796. Tyto varhany byl přestavěny roku 1937. Malé chórové varhany jsou z roku 1766.
Na hlavním oltáři je obraz připisovaný škole malíře Martina Johanna Schmidta. Tento obraz znázorňuje Ježíše Krista se svatým Janem Křtitelem. Na oltáři jsou sochy apoštolů svatého Petra a Pavla. Nad oltářním obrazem se vznáší Bůh Otec. Vedle barokního zlaceného tabernáklu klečí dva Cherubové. V kněžišti se nalézají na čtyřech konzolách sochy sv. Floriána, sv. Leopolda, sv. Karla Boromejského a sv. Jana Nepomuckého. V kněžišti se nalézají chórové lavice s bohatým akantovým dekorem z roku 1657 z bývalého kapucínského kláštera. Lavice v lodi jsou z roku 1766. Oltářní mensa je z roku 2012.
Kazatelna z doby kolem roku 1770 disponuje bohatým figurálním dekorem. Na korpusu kazatelny je mimo jiné reliéf Dobrého Pastýře s putti. Na stříšce se nalézá patron kostela sv. Jan Křtitel s putti. Naproti kazatelně je umístěn krucifix ze začátku 16. století se sochou truchlící Maří Magdalény ze začátku 18. století. V přízemí věže se nachází Pieta z doby kolem roku 1700.
V bočních nikách se nacházejí oltáře Matky Boží, sv. Josefa, sv. Bernarda z Clairvaux a sv. Františka z Assisi. Oltáře jsou doplněny sochami. V nice posledně jmenovaného oltáře se nachází milostný obraz Panny Marie Vranovské, který věnovali obyvatelé roku 1681 jako poděkování za záchranu před morem. V horní části obrazu je Panna Marie Vranovská a ve spodní je nejstarší zobrazení tehdy opevněného Poysdorfu.

### Okolí kostela
Okolo kostela se nacházel hřbitov, který byl zřízen po roce 1677 a zrušen roku 1889. Ve hřbitovní zdi se nacházejí zazděné staré náhrobky, zčásti pocházející z 1. poloviny 18. století. Pod kostelem se nalézá tzv. spodní kostel. Pravděpodobně nejstarší část kostela, zvaná "Hrobka". Zde byly uloženy kosti mrtvých, které byly po 10 až 15 letech vyzdviženy kvůli nedostatku místa ze hřbitova. Na schodišti ke kostelu stojí barokní sochy sv. Floriana, sv. Antonína Paduánského, sv. Františka Xaverského a sv. Jana Nepomuckého z 1. poloviny 18. století. původně stály tyto sochy na mostě u radnice.